# Interferony třetího typu
Interferony třetího typu jsou skupinou protivirových cytokinů, kterou tvoří 4 molekuly IFN-λ (lambda): IFN-λ1, IFN-λ2, IFN-λ3 (také označované jako IL29, IL28A a IL28B) a IFN-λ4. Byly objeveny roku 2003. Funkčně se podobají interferonům prvního typu a tvoří první linii obrany proti virům v epiteliích.

## Genomová lokalizace
Geny kódující interferony třetího typu se v lidském genomu nacházejí na dlouhém raménku 19. chromozomu, konkrétně v regionu mezi 19q13.12 a 19q13.13. Gen IFNL1, který kóduje IL-29, se nachází downstream od IFNL2, který kóduje IL-28A. IFNL3, který kóduje IL28B, se nachází downstream od IFNL4.
V myším genomu byly identifikovány pouze dva interferony třetího typu - IFN-λ2 a IFN-λ3, geny kódující tyto cytokiny jsou lokalizované na 7. chromozomu.

## Struktura

### Interferony
Všechny typy interferonů se řadí do cytokinové rodiny II. třídy, které jsou charakteristické konzervovanou strukturou, která je tvořena 6 alfa-helixy. Interferony třetího typu vykazují vysokou homologii a shodu v aminokyselinové sekvenci. Shoda mezi IFN-λ2 a IFN-λ3 je přibližně 96%, shoda mezi IFNλ1 a IFNλ 2/3 je přibližně 81%. Nejmenší shoda je mezi IFN-λ4 a IFN-λ3 - přibližně 30%. Na rozdíl od interferonů prvního typu, které jsou tvořeny pouze jedním exonem, jsou interferony třetího typu tvořeny několika exony.

### Receptory
Receptory pro tyto cytokiny jsou taktéž konzervované svojí strukturou. Extracelulární doména receptoru je tvořena dvěma fibronektinovými doménami typu III. Rozhraní těchto domén tvoří vazebné místo pro cytokiny. Receptorový komplex je tvořen dvěma podjednotkami IL10RB a IFNLR1.
Na rozdíl od všudypřítomné exprese receptorů pro interferony prvního typu, exprese IFNLR1 je omezena převážně na tkáně epitelů. Vazebná afinita interferonů třetího typu se liší mezi jednotlivými interferony, s nejvyšší afinitou se váže IFN-λ1, s nejnižší IFN-λ3.

## Signalizace
Po detekci patogena v organismu skrz pattern recognition receptory, jako např. TLR, Ku70, RIG-1-like je indukovaná produkce IFN-λ. Hlavními producenty jsou myelodiní dendritické buňky druhého typu.
IFN-λ se váže na IFNLR1 s vysokou afinitou, což indukuje připojení nízkoafinní podjednotky IL10Rb a dochází k vytvoření signalizačního komplexu. Po navázání cytokinu na receptor dochází k aktivaci JAK-STAT signalizace, konkrétně JAK1 a TYK2, a následné fosforylaci a aktivaci STAT-1 a STAT-2, která indukuje další signalizační kaskády, které vedou k indukci stovek interferony stimulovaných genů (ISG), např. NF-kB, IRF, ISRE, Mx1, OAS1. Signalizace je modulovaná supresorem cytokinové signalizace (SOCS)1 a ubiquitin-specifickou peptidázou 18 (USP18).

## Funkce
Funkce interferonů třetího typu je podobná funkci interferonů prvního typu. Obě skupiny modulují imunitní odpověď po detekci patogenu v organismu. Jejich účinky jsou převážně proti-virové a anti-proliferační. Interferony třetího typu jsou ale méně potentní, méně zánětlivé a jejich kinetika je pomalejší než u typu I. Kvůli omezené expresi IFNLR1 je také jejich imunomodulační účinek omezený. Protivirová funkce interferonů třetího typu je nejvýznamnější v bariérách, vzhledem k expresi tohoto receptoru převážně buňkami epitelů, a to hlavně v gastrointestinálním, respiračním a reprodukčním traktu. Tyto interferony tak hrají hlavní roli v první linii obrany proti virům.